# Liste der Baudenkmale in Kalkhorst
In der Liste der Baudenkmale in Kalkhorst sind alle denkmalgeschützten Bauten der mecklenburgischen Gemeinde Kalkhorst und ihrer Ortsteile aufgelistet. Grundlage ist die Veröffentlichung der Denkmalliste des Kreises Nordwestmecklenburg mit dem Stand vom 16. September 2020.

## Baudenkmale nach Ortsteilen

### Kalkhorst
| ID  | Lage                                 | Bezeichnung                                                     | Beschreibung | Bild           |
| --- | ------------------------------------ | --------------------------------------------------------------- | --- | -------------- |
| 732 | Am Park 5 (Karte)                    | Gutsanlage mit Gutshaus, Cottage, Park, Mausoleum und Blockhaus | Historisierende, 3-geschossige, verklinkerte, sehr differenzierte Bauanlage von um 1853 mit Satteldach, Erker, Veranda, Türmchen, Treppengiebel, Risalit und Zwerchgiebel, erbaut nach Plänen der Architekten Hase und Schweiger für Baron Thomson von Biel; Gutsbesitz u. a.: Familien Both (1325–1847) und Biel (1847–um 1900) | Weitere Bilder |
| 733 | Heinrich-Schliemann-Straße 4 (Karte) | Pfarrhaus mit Kutscherhaus, Pavillon und Einfriedung            | |                |
| 735 | (Karte)                              | Kirche und Friedhof                                             | | Weitere Bilder |
| 736 | Straße nach Hohen Schönberg          | Gedenkstein von 1691                                            | |                |

### Brook
| ID  | Lage    | Bezeichnung                                                          | Beschreibung | Bild |
| --- | ------- | -------------------------------------------------------------------- | ------------ | ---- |
| 129 | (Karte) | Gutsanlage mit Stall, Stellmacherei, Parkresten und 2 Lindenrondells |              |      |

### Dönkendorf
| ID  | Lage             | Bezeichnung                             | Beschreibung | Bild |
| --- | ---------------- | --------------------------------------- | ------------ | ---- |
| 266 | Am Hof 3 (Karte) | Gutsanlage mit Gutshaus, Stall und Park |              |      |

### Elmenhorst
| ID   | Lage                  | Bezeichnung                                                        | Beschreibung | Bild           |
| ---- | --------------------- | ------------------------------------------------------------------ | ------------ | -------------- |
| 302  | Dorfstraße 44 (Karte) | Bauernhof mit Wohnhaus und Scheune                                 |              |                |
| 303  | (Karte)               | Pferdestall                                                        |              |                |
| 304  | (Karte)               | Kirche                                                             |              | Weitere Bilder |
| 1670 | Dorfstraße 65 (Karte) | Hofanlage mit Hallenhaus, Scheune, Stallscheune, Brunnen und Pumpe |              | Weitere Bilder |

### Groß Schwansee
| ID  | Lage            | Bezeichnung | Beschreibung | Bild           |
| --- | --------------- | --- | ------------ | -------------- |
| 652 | Am Park (Karte) | Gutsanlage mit Gutshaus, Park mit Lindenallee zum Strand, Pferdestall, Verwalterhaus (Lindenstraße 21) und Tagelöhnerkaten (Lindenstraße 2–6 und 16–24) |              | Weitere Bilder |

### Hohen Schönberg
| ID  | Lage                          | Bezeichnung                                             | Beschreibung | Bild |
| --- | ----------------------------- | ------------------------------------------------------- | ------------ | ---- |
| 701 | Dorfstraße                    | Transformatorenhäuschen                                 |              |      |
| 702 | Kalkhorster Straße 17 (Karte) | Schule mit Stallscheune                                 |              |      |
| 703 | Straße nach Grundshagen       | Hofmauer                                                |              |      |
| 704 | Kalkhorster Straße 2 (Karte)  | Bauernhof mit Hallenhaus, Scheune und ehem. Pferdestall |              |      |

### Klein Pravtshagen
| ID  | Lage                 | Bezeichnung | Beschreibung | Bild |
| --- | -------------------- | ----------- | ------------ | ---- |
| 767 | Hofstraße 5b (Karte) | Gutshaus    |              |      |

### Klein Schwansee
| ID  | Lage           | Bezeichnung                                                            | Beschreibung | Bild |
| --- | -------------- | ---------------------------------------------------------------------- | ------------ | ---- |
| 769 | Neuenhäger Weg | Niederdeutsches Hallenhaus mit Backhaus, Stallgebäude u. Bienenschauer |              |      |

### Neuenhagen
| ID  | Lage                                        | Bezeichnung                                                                         | Beschreibung                                                                      | Bild                                                  |
| --- | ------------------------------------------- | ----------------------------------------------------------------------------------- | --------------------------------------------------------------------------------- | ----------------------------------------------------- |
| 974 | Am Park 2 (Karte)                           | Gutshaus mit Park, Pferdestall u. Transformatorenhaus                               | 2-geschossiger verputzter, sanierter Fachwerkbau vom 16. Jh., Umbauten im 20. Jh. | Gutshaus mit Park, Pferdestall u. Transformatorenhaus |
| 975 | Straße Harkensee - Neuenhagen Nr. 8 (Karte) | Scheune                                                                             |                                                                                   |                                                       |
| 976 | Straße Harkensee - Neuenhagen Nr. 7 (Karte) | Bauernhof mit Hallenhaus, Scheune, Backsteinstallgebäude, Nebengebäude und Backhaus |                                                                                   |                                                       |

## Ehemalige Baudenkmale

### Kalkhorst
| ID  | Lage                               | Bezeichnung                                    | Beschreibung | Bild |
| --- | ---------------------------------- | ---------------------------------------------- | ------------ | ---- |
| 734 | Heinrich-Schliemann-Straße (Karte) | Straßenpflaster zwischen Friedhof und Ortslage |              |      |

## Quelle
- Denkmalliste des Landkreises Nordwestmecklenburg (Stand: 9. November 2023; PDF, 1,2 MByte)